# 中村紘子
中村 紘子（なかむら ひろこ、1944年7月25日 - 2016年7月26日）は、日本のピアニスト。
1965年のショパン国際ピアノコンクールで、日本人として、田中希代子の1955年初入賞以来、10年ぶり2人目の入賞者として広く知られている。
夫は小説家の庄司薫。国内外で行った演奏会は3800回を越える。コンクールの審査員や著述業でも活躍した。

## 人物
陸軍少佐野村典夫と中村曜子（中村は旧姓）の長女として、疎開先の山梨県東山梨郡塩山町（現・甲州市）に生まれ、東京都世田谷区等々力で育つ。ただし戸籍上は曜子の妹として入籍されている。
母曜子は、印刷会社経営を経て、1967年以降、銀座の画廊「月光荘」の経営に参画し、ソ連美術を扱って成功を収めた。曜子の主宰する会員制サロン「サロン・ド・クレール」には小山五郎、千宗室、三島由紀夫、浅利慶太、相沢英之、中曽根康弘、石田博英、円城寺次郎、嘉門安雄、谷村裕、永野重雄といった政財界人や文化人が集っていたものの、多額の負債を抱えて経営破綻した。
「難民を助ける会」や日本赤十字などを通じてのボランティア活動にも、地雷禁止のチャリティコンサートの出演などを通じて積極的に参加し、日本における「対人地雷廃絶」運動にも取り組んだ。小柄で手も小さめでピアニスト向きの体格ではなかったが、体重の使い方や奏法を工夫して外人に負けないような音量を引き出していた。パワーのある演奏を続けるために筋力トレーニングなどを続けていたという。

## 来歴

### 渡米以前
3歳半からピアノを習う。桐朋学園の「子供のための音楽教室」の第1期生で、4歳から井口愛子に師事した。同期には小澤征爾、堤剛、江戸京子などがおり、この世代がいわゆる桐朋の黄金時代とされている。慶應義塾幼稚舎在学中、1953年から1954年頃に両親が離婚。母に育てられる。1954年、全日本学生音楽コンクールピアノ部門小学生の部で全国第1位入賞。慶應義塾中等部に進み、1958年、全日本学生音楽コンクールピアノ部門中学生の部で全国第1位入賞。1959年、日本音楽コンクールで第1位特賞を受賞した。1960年に岩城宏之指揮の東京フィルハーモニー交響楽団の演奏会にソリストとしてデビュー。同年、NHK交響楽団初の世界ツアーのソリストに抜擢された。その後、桐朋女子高等学校音楽科を中退して渡米、日本人として初めての全額奨学金を獲得してジュリアード音楽院に進み、ロジーナ・レヴィーンに師事した。

### ヨーロッパデビュー
1965年、ズビグニェフ・ジェヴィエツキに師事したのち、第7回ショパン国際ピアノコンクールで、第4位入賞と最年少者賞を併せて受賞した。この時の1位はマルタ・アルゲリッチである。同コンクール「第7回1965年の入賞者一覧」 参照のこと。これは、1955年の第5回ショパン国際ピアノコンクールで、田中希代子が第10位で日本人として初入賞して以来、10年ぶり二人目の入賞であった。中村は、受賞以降、今日に至るまで公式ウェブページをはじめ様々な形で、プロフィールに『ショパン・コンクールで日本人初の入賞 』と自己紹介・自己PRをしているが、これは正確ではない。同コンクール「第5回1955年の入賞者一覧」 参照のこと。1974年9月に芥川賞作家庄司薫と結婚した。演奏旅行で家を空けることの多い中村の愛猫を庄司が預かるなどするうちに交際、結婚に至った。(「アルゼンチンまでもぐりたい/中村紘子著/文春文庫」には、庄司薫の「赤頭巾ちゃん気をつけて」の中に中村紘子の名前があると聞き本を読んだとき、「カバーについていた小さな写真を眺めながら、あ、私この人と結婚するな、って確信しちゃった」とあり、その後、自分からモーションをかけたことを書いている。）

### 国際コンクール
ショパンコンクール入賞以後、世界各国で演奏活動を続ける一方で、ショパン、チャイコフスキー、アルトゥール・ルービンシュタイン、ブゾーニをはじめとする様々な国際コンクールの審査員を務める。
日本では第3回浜松国際ピアノコンクールから審査委員長を務め（第1回は小林仁、第2回は安川加寿子）、コンクール創立10年たらずで国際ピアノコンクール連盟に加盟させるなど一級レベルの国際ピアノコンクールにまで持ち上げ、若いピアニストの育成にも力を入れた。浜松国際ピアノコンクールのように、予選落ちのコンテスタントが自由に日本の小学校を回れるコンクールは、日本では前例のないことであった。
ノンフィクション作家・エッセイストとしての顔も持ち、1989年には『チャイコフスキー・コンクール』で大宅壮一ノンフィクション賞を受賞した。2005年、エクソンモービル音楽賞受章。2008年、紫綬褒章受章。

### 晩年
2014年、腸閉塞の腹腔鏡手術を受けた際に、大腸がんが見つかる。治療を続け、2015年3月に復帰した。2015年8月、大腸がん治療に専念するため、再び演奏活動を休止。当初は11月以降の復帰を目指していたが、2016年3月まで活動休止が延長された。
2016年4月30日ミューザ川崎シンフォニーホールおよび同年5月4日オリンパスホール八王子で開催されたコンサートで復帰した。この時のライブ録音はCD「中村紘子 フォーエバー」となって発売された。5月8日、洲本市文化体育館文化ホールでのリサイタルが生前最後の公演となった。このホールのスタンウェイは中村が選定したものであり、ピアノの内側には中村のサインが残されている。2016年7月26日、大腸がんのため永眠。72歳没。72歳の誕生日を、夫と自宅で祝った翌日だった。夫によれば、中村が死去前日にもモーツァルトからラフマニノフまでの曲の音色に新しい輝きを出す奏法を試したいと興奮して語っていたという。旭日中綬章追贈。2016年9月12日にお別れ会がサントリーホールの大ホールで関係者約850名が出席して執り行われ、その中で東京交響楽団等による献奏も行われた。

## 芸風
ショパン弾きであるかのようにとらえられているが、さいたま芸術劇場におけるJ.S.バッハの平均律クラヴァーア曲集第2巻の全曲演奏会やパルティータのCD録音（第1番、第2番）をはじめとするバロック音楽から、矢代秋雄、三善晃、一柳慧、外山雄三のピアノ協奏曲を含む現代日本の作品まで幅広いレパートリーを持ち、晩年（2014年）には2007年以来2度目となるベートーヴェンのピアノ協奏曲全5曲の通演も計画されていた。

### 評価
音楽評論家のハロルド・C・ショーンバーグは、著書『ピアノ音楽の巨匠たち』（「The Great Pianists」Random House 1987）のなかで中村の演奏について「絢爛たる技巧」と「溢れる情感」、そして特に「ロマンティックな音楽への親和力」と評している。

### レパートリー
古典派およびロマン派中心ではあるが、矢代秋雄のピアノ協奏曲の初演を行った他、三善晃や武満徹といった日本の現代作曲家の作品も多く採り上げている。

### エピソード
1999年頃、母校である慶應義塾中等部から招かれてリサイタルを行った際、演奏をはじめてもいっこうにおしゃべりを止めない生徒たちのあまりの態度の悪さに演奏を中断し、静かにしなさい、と叱責した。しかし生徒の方はそれで静かになったものの、保護者のおしゃべりはやまなかったという。また演奏終了後、楽屋に挨拶に来た校長から「よくぞ言ってくださいました」と声をかけられ、本来おしゃべりをやめさせるのは校長先生の仕事だろうに、世も末だ、と慨嘆したという。

## 出演歴

### テレビ
- 辰徳スペシャル（1981年12月 - 1982年1月、日本テレビ）
- ピアノとともに（1983年、NHK教育）
- N響アワー（1993年4月 - 1996年3月、NHK教育） - 司会者として出演
- 第46回NHK紅白歌合戦（1995年12月31日、NHK総合・ラジオ第1） - 審査員
- 題名のない音楽会21 （2007年10月7日・14日、テレビ朝日）
- 芸術劇場（2008年1月4日、NHK教育） - 海野義雄・堤剛・中村紘子トリオ26年ぶりの演奏会

### テレビコマーシャル
- ネスカフェ ゴールドブレンド赤ラベル
- ジョンソン グレード
- ハウス食品 ザ・カリー（この商品のコマーシャルでは、指揮者の小林研一郎やコーラスグループのサーカス、ヴァイオリニストのヴァディム・レーピンと共演したこともあった）

### そのほか
- アムネスティ・チャリティ・コンサートを東京で1983年6月17日開催。[25]

## 著作
- 『私の猫ものがたり』集英社、1983　のち文庫
- 『チャイコフスキー・コンクール　ピアニストが聴く現代』中央公論社、1988　のち文庫、新潮文庫
- 『ピアニストという蛮族がいる』文藝春秋、1992　のち文庫、中公文庫
- 『アルゼンチンまでもぐりたい』文藝春秋、1994　のち文庫、中公文庫
- 『どこか古典派（クラシック）』中央公論新社、1999　のち文庫
- 『国際コンクールの光と影』日本放送出版協会 (NHK人間講座) 2003
- 『コンクールでお会いしましょう　名演に飽きた時代の原点』中央公論新社、2003　のち文庫
- 『ピアニストだって冒険する』新潮社、2017

## 受賞・栄典
- 1989年 - 第20回大宅壮一ノンフィクション賞
- 1991年 - 第53回文藝春秋読者賞
- 2008年 - 紫綬褒章
- 2009年 - 日本芸術院賞・恩賜賞
- 2016年 - 旭日中綬章
- 2017年 - 第29回ミュージック・ペンクラブ音楽賞功労賞